# Comté de Lawrence (Illinois)
Pour les articles homonymes, voir Comté de Lawrence.
Le comté de Lawrence est un comté situé dans l'État de l'Illinois, aux États-Unis. En 2000, sa population est de 15 452 habitants. Son siège est Lawrenceville.